# Ócsárd
Ócsárd é um município da Hungria, situado no condado de Baranya. Tem 12,66 km² de área e sua população em 2019 foi estimada em 373 habitantes.